# Guy Picciotto
Guy Charles Picciotto ( /'giː_piˈtʃoʊtoʊ/ GHEE pi- CHOH -toh) (nacido el 17 de septiembre de 1965) es un cantante, compositor, guitarrista, músico y productor estadounidense de Washington D. C. Es más conocido como guitarrista y vocalista en Fugazi y Rites of Spring.

## Carrera

### Rites of Spring y primeros proyectos
La carrera de Picciotto como guitarrista y vocalista comenzó en 1984, con el grupo Rites of Spring. Una parte de la escena post-hardcore de DC, Rites of Spring aumentó la violencia frenética y la pasión visceral del hardcore mientras experimentaba simultáneamente con sus reglas de composición. Picciotto, como letrista de la banda, así como cantante y guitarrista, cambió el hardcore a reinos intensamente personales y, al hacerlo, generalmente se le atribuye la creación de emo.
El currículum musical temprano de Picciotto incluye las bandas Insurrection (1982) donde solo tocaba la guitarra, One Last Wish (1986), Happy Go Licky (1987-1988), Brief Weeds (EP lanzados alrededor de 1991-1992) y The Black Light Panthers ( proyecto esporádico en curso desde 1982), las dos últimas bandas son proyectos con Brendan Canty. Creó un sello discográfico llamado Peterbilt Records, que lanzó álbumes de discos de vinilo de cantidad limitada para las bandas Rain, Happy Go Licky y Deadline, luego, años más tarde, participó en el lanzamiento del álbum 1986 de One Last Wish, junto con Dischord Records. Es considerado como el primer emo de la historia.

### Fugazi
Aunque no estaba en la formación original de Fugazi, Picciotto se unió muy temprano en la carrera del grupo, cantando con ellos en su segundo show y apareciendo en todas las grabaciones de estudio de la banda.
A partir del álbum Repeater, asumió las funciones de segunda guitarra, tocando guitarras Rickenbacker característicamente agudas. Después de siete álbumes y varias giras, Fugazi hizo una "pausa indefinida" en 2003.

### Proyectos paralelos y trabajo de producción.
Picciotto ha colaborado y actuado con Mats Gustafsson, Vic Chesnutt y miembros de Ex, entre otros. Ha producido numerosos álbumes, incluido el innovador disco de Gossip Standing in the Way of Control, así como Melody of Certain Damaged Lemons (2000) y Misery Is a Butterfly (2004) de Blonde Redhead, el álbum final de The Blood Brothers, Young Machetes. , y Cost of Living de Downtown Boys (2017), así como dos discos para The Casual Dots, su álbum debut homónimo y el seguimiento Sanguine Truth 2022. Además, Picciotto ha producido cuatro álbumes del dúo Xylouris White : Goats (2014), Black Peak (2016), Mother (2018) y The Sisypheans (2019).
Picciotto tocó en los álbumes de Vic Chesnutt North Star Deserter (2007) y At the Cut (2009), y lo acompañó en giras por Europa y América del Norte. Coprodujo las películas Chain y Museum Hours con Jem Cohen (quien hizo la película Insturment de Fugazi).
En 2012, Picciotto fue entrevistado en el escenario del festival Pop Montreal por Howard Bilerman sobre sus experiencias en la industria de la música. El 24 de enero de 2020, Guy apareció en un episodio de Live From the Barrage para una amplia discusión que fue su primera entrevista larga en mucho tiempo.

## Equipo

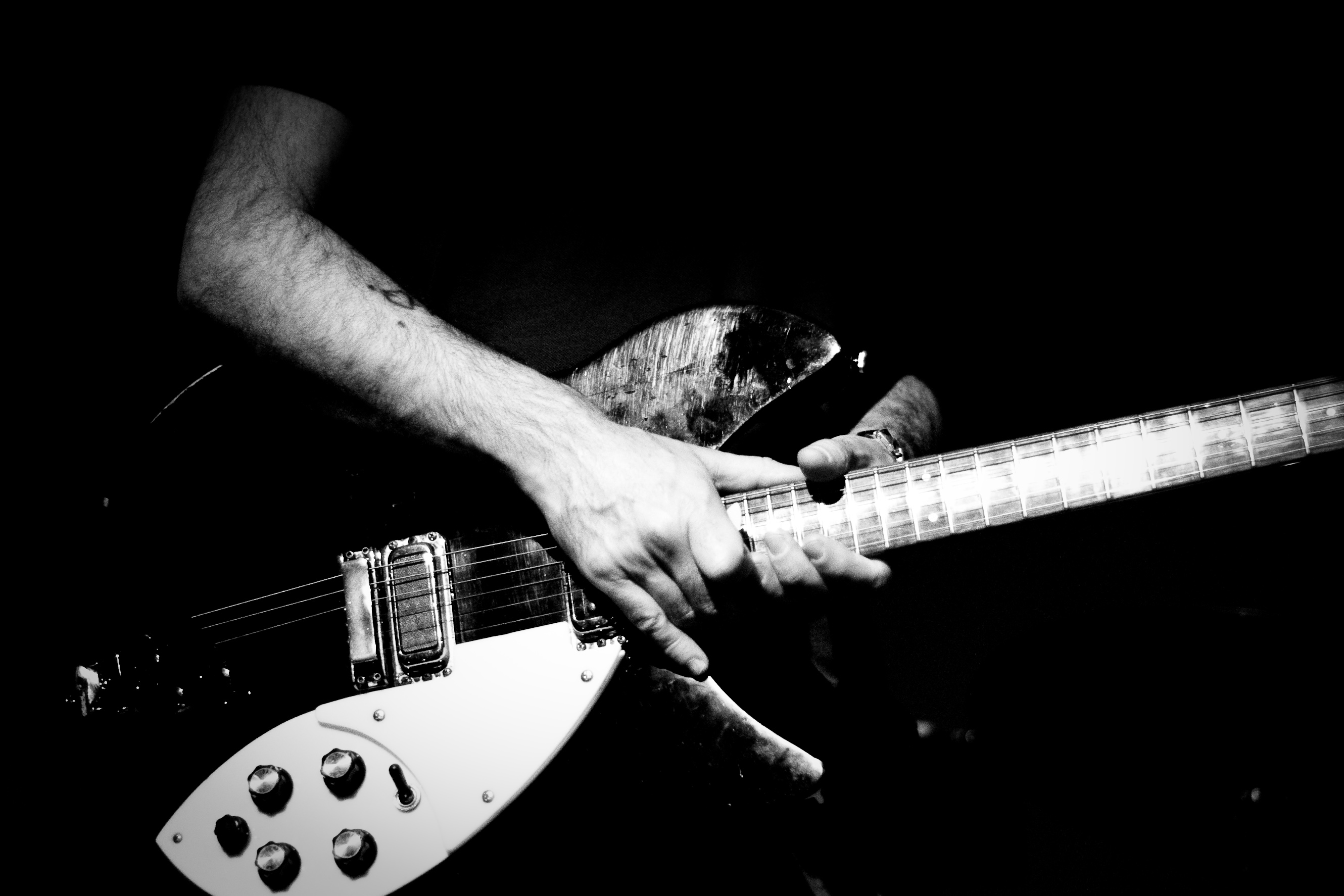
Picciotto sosteniendo su guitarra inmediatamente antes de actuar con Vic Chesnutt en 2009

### Guitarras
- Rickenbacker 330: las guitarras principales de Picciotto son una Rickenbacker 330 sunburst y 2 Rickenbacker 330 negras idénticas, todas equipadas con humbuckers RIC HB1. Ocasionalmente se le ha visto jugando con un 330 de acabado natural. Los Rickenbackers característicamente agudos permitieron a Picciotto hacer uso del espacio sónico que no ocupaba la guitarra rítmica más gruesa de MacKaye en Fugazi.[8]
- Rickenbacker 370: la guitarra principal de Picciotto cuando lideró Rites of Spring, One Last Wish y en los primeros años con Fugazi fue una Mapleglo Rickenbacker 370. Finalmente terminó en un estado demasiado frágil para uso en vivo, pero aun así lo usó en el estudio hasta The Argument.
- Gibson Les Paul Jr. – Durante el tiempo de Picciotto con Rites of Spring y durante los primeros días de Fugazi (las fotos muestran hasta por lo menos 1993), también se le podía ver tocando una Gibson Les Paul Doublecut Jr. blanca con una sola pastilla P90. En una entrevista realizada en 2011, se cita a Picciotto por haberle robado una Gibson SG Jr. en la ciudad de Nueva York. El artículo de NPR puede ser incorrecto acerca de que se trata de una SG y probablemente era la misma guitarra Les Paul Jr.[9][10]

### Amplificación
- Parque cabezas de 100 vatios
- Cabezas Marshall JCM 800 2203
- Gabinetes Marshall JCM 800 4x12 rojos o negros equipados con parlantes Celestion de 75 watts
- Reverberación Fender Twin (estudio)[11]

## Vida personal
Picciotto nació de madre estadounidense y padre italiano. Tiene una licenciatura en inglés de la Universidad de Georgetown y se graduó de la escuela privada de Washington D. C., Georgetown Day School.
Picciotto se casó con la música Kathi Wilcox de la banda Bikini Kill and the Frumpies; en septiembre de 2020, los dos vivían en Brooklyn con su hijo adolescente.

## Discografía

### Rites of Spring
- Rites of Spring (1985)
- All Through a Life (1987)
- End on End (discografía completa) (1991)

### One Last Wish
- 1986 (1999)

### Happy Go Licky
- 12" (1988)
- Will Play (1997)

### Black Light Panthers
- Peterbilt 12" 82-97 (1997)

### Brief Weeds
- A Very Generous Portait 7" (1990)
- Songs of Innocence and Experience (1992)

### Fugazi
- 13 Songs (septiembre de 1989)
- Repeater (marzo de 1990)
- Steady Diet of Nothing (agosto de 1991)
- In on the Kill Taker (mayo de 1993)
- Red Medicine (junio de 1995)
- End Hits (abril de 1998)
- Instrument Soundtrack (1999)
- The Argument (octubre de 2001)